# 2. ŽNL Osječko-baranjska NS Valpovo – Donji Miholjac 2012./13.
Ligu je osvojio NK Slavonac Ladimirevci, te se time plasirao u 1. ŽNL Osječko-baranjsku. Iz lige su u 3. ŽNL Osječko-baranjsku ispali NK Beničanci i NK Sveti Đurađ.

## Tablica
| Mj. | Klub                    | Sus. | Pobj. | Nerij. | Por. | GR.   | Bod.       |
| --- | ----------------------- | ---- | ----- | ------ | ---- | ----- | ---------- |
| 1.  | NK Slavonac Ladimirevci | 30   | 18    | 5      | 7    | 78:38 | 59         |
| 2.  | NK Bratstvo Radikovci   | 30   | 16    | 6      | 8    | 62:42 | 53 (-1) ↓1 |
| 3.  | NK Gat                  | 30   | 14    | 7      | 9    | 49:34 | 49         |
| 4.  | NK Graničar Šljivoševci | 30   | 14    | 5      | 11   | 61:40 | 47         |
| 5.  | NK Hajdin AG Cret       | 30   | 13    | 8      | 9    | 55:44 | 47         |
| 6.  | NK Drava Nard           | 30   | 14    | 5      | 11   | 68:61 | 47         |
| 7.  | NK Satnica              | 30   | 13    | 6      | 11   | 64:53 | 45         |
| 8.  | NK Hajduk Marijanci     | 30   | 12    | 6      | 12   | 65:54 | 42         |
| 9.  | NK Seljak Koška         | 30   | 13    | 3      | 14   | 41:47 | 42         |
| 10. | NK Dubrava Ivanovci     | 30   | 10    | 9      | 11   | 49:48 | 39         |
| 11. | NK Croatia Veliškovci   | 30   | 11    | 6      | 13   | 46:53 | 39         |
| 12. | NK Kućanci              | 30   | 10    | 7      | 13   | 44:56 | 37         |
| 13. | NK Podravac Bistrinci   | 30   | 10    | 7      | 13   | 44:74 | 36 (-1) ↓2 |
| 14. | NK Mladost Golinci      | 30   | 10    | 2      | 18   | 43:70 | 32         |
| 15. | NK Beničanci            | 30   | 7     | 8      | 15   | 31:63 | 29         |
| 16. | NK Sveti Đurađ          | 30   | 6     | 8      | 16   | 24:47 | 26         |

## Rezultati
| NK Drava Nard – NK Croatia Veliškovci 4:3 NK Seljak Koška – NK Podravac Bistrinci 0:1 NK Graničar Šljivoševci – NK Satnica 8:0 NK Dubrava Ivanovci – NK Mladost Golinci 2:1 NK Bratstvo Radikovci – NK Slavonac Ladimirevci 2:1 NK Hajdin AG Cret – NK Beničanci 2:0 NK Kućanci – NK Sveti Đurađ 0:0 NK Gat – NK Hajduk Marijanci 3:1 | NK Gat – NK Kućanci 0:2 NK Sveti Đurađ – NK Hajdin AG Cret 0:2 NK Beničanci – NK Bratstvo Radikovci 1:2 NK Slavonac Ladimirevci – NK Dubrava Ivanovci 2:1 NK Mladost Golinci – NK Graničar Šljivoševci 2:1 NK Satnica – NK Seljak Koška 3:1 NK Podravac Bistrinci – NK Drava Nard 1:0 NK Hajduk Marijanci – NK Croatia Veliškovci 0:1 | NK Hajdin AG Cret – NK Gat 1:1 NK Bratstvo Radikovci – NK Sveti Đurađ 1:0 NK Dubrava Ivanovci – NK Beničanci 2:0 NK Graničar Šljivoševci – NK Slavonac Ladimirevci 3:3 NK Seljak Koška – NK Mladost Golinci 0:4 NK Drava Nard – NK Satnica 3:2 NK Croatia Veliškovci – NK Podravac Bistrinci 1:5 NK Kućanci – NK Hajduk Marijanci 0:1           |
| NK Gat – NK Bratstvo Radikovci 0:1 NK Kućanci – NK Hajdin AG Cret 1:1 NK Sveti Đurađ – NK Dubrava Ivanovci 1:2 NK Beničanci – NK Graničar Šljivoševci 1:0 NK Slavonac Ladimirevci – NK Seljak Koška 4:1 NK Mladost Golinci – NK Drava Nard 1:2 NK Satnica – NK Croatia Veliškovci 0:2 NK Hajduk Marijanci – NK Podravac Bistrinci 3:3 | NK Dubrava Ivanovci – NK Gat 2:2 NK Bratstvo Radikovci – NK Kućanci 1:0 NK Graničar Šljivoševci – NK Sveti Đurađ 3:1 NK Seljak Koška – NK Beničanci 2:1 NK Drava Nard – NK Slavonac Ladimirevci 1:3 NK Croatia Veliškovci – NK Mladost Golinci 3:1 NK Podravac Bistrinci – NK Satnica 5:3 NK Hajdin AG Cret – NK Hajduk Marijanci 5:4 | NK Gat – NK Graničar Šljivoševci 4:1 NK Kućanci – NK Dubrava Ivanovci 4:0 NK Hajdin AG Cret – NK Bratstvo Radikovci 1:1 NK Sveti Đurađ – NK Seljak Koška 0:0 NK Beničanci – NK Drava Nard 1:1 NK Slavonac Ladimirevci – NK Croatia Veliškovci 2:0 NK Mladost Golinci – NK Podravac Bistrinci 5:0 NK Hajduk Marijanci – NK Satnica 2:2           |
| NK Seljak Koška – NK Gat 0:2 NK Graničar Šljivoševci – NK Kućanci 2:1 NK Dubrava Ivanovci – NK Hajdin AG Cret 1:1 NK Drava Nard – NK Sveti Đurađ 3:0 NK Croatia Veliškovci – NK Beničanci 1:0 NK Podravac Bistrinci – NK Slavonac Ladimirevci 0:2 NK Satnica – NK Mladost Golinci 0:1 NK Bratstvo Radikovci – NK Hajduk Marijanci 3:0 | NK Gat – NK Drava Nard 2:1 NK Kućanci – NK Seljak Koška 2:0 NK Hajdin AG Cret – NK Graničar Šljivoševci 1:1 NK Bratstvo Radikovci – NK Dubrava Ivanovci 3:1 NK Sveti Đurađ – NK Croatia Veliškovci 1:0 NK Beničanci – NK Podravac Bistrinci 0:2 NK Slavonac Ladimirevci – NK Satnica 3:1 NK Hajduk Marijanci – NK Mladost Golinci 4:1 | NK Croatia Veliškovci – NK Gat 0:1 NK Drava Nard – NK Kućanci 4:3 NK Seljak Koška – NK Hajdin AG Cret 1:0 NK Graničar Šljivoševci – NK Bratstvo Radikovci 2:2 NK Podravac Bistrinci – NK Sveti Đurađ 3:1 NK Satnica – NK Beničanci 3:1 NK Mladost Golinci – NK Slavonac Ladimirevci 1:0 NK Dubrava Ivanovci – NK Hajduk Marijanci 2:0           |
| NK Gat – NK Podravac Bistrinci 3:0 NK Kućanci – NK Croatia Veliškovci 2:1 NK Hajdin AG Cret – NK Drava Nard 0:1 NK Bratstvo Radikovci – NK Seljak Koška 1:0 NK Dubrava Ivanovci – NK Graničar Šljivoševci 2:2 NK Sveti Đurađ – NK Satnica 2:1 NK Beničanci – NK Mladost Golinci 0:0 NK Hajduk Marijanci – NK Slavonac Ladimirevci 3:1 | NK Satnica – NK Gat 1:5 NK Podravac Bistrinci – NK Kućanci 1:1 NK Croatia Veliškovci – NK Hajdin AG Cret 4:0 NK Drava Nard – NK Bratstvo Radikovci 2:3 NK Seljak Koška – NK Dubrava Ivanovci 1:0 NK Mladost Golinci – NK Sveti Đurađ 1:3 NK Slavonac Ladimirevci – NK Beničanci 9:0 NK Graničar Šljivoševci – NK Hajduk Marijanci 4:2 | NK Gat – NK Mladost Golinci 2:1 NK Kućanci – NK Satnica 1:0 NK Hajdin AG Cret – NK Podravac Bistrinci 2:4 NK Bratstvo Radikovci – NK Croatia Veliškovci 4:0 NK Dubrava Ivanovci – NK Drava Nard 1:5 NK Graničar Šljivoševci – NK Seljak Koška 1:0 NK Sveti Đurađ – NK Slavonac Ladimirevci 0:0 NK Hajduk Marijanci – NK Beničanci 1:1           |
| NK Slavonac Ladimirevci – NK Gat 2:1 NK Mladost Golinci – NK Kućanci 2:1 NK Satnica – NK Hajdin AG Cret 0:1 NK Podravac Bistrinci – NK Bratstvo Radikovci 2:5 NK Croatia Veliškovci – NK Dubrava Ivanovci 1:1 NK Drava Nard – NK Graničar Šljivoševci 1:1 NK Beničanci – NK Sveti Đurađ 3:1 NK Seljak Koška – NK Hajduk Marijanci 2:1 | NK Gat – NK Beničanci 1:0 NK Kućanci – NK Slavonac Ladimirevci 1:0 NK Hajdin AG Cret – NK Mladost Golinci 2:1 NK Bratstvo Radikovci – NK Satnica 6:1 NK Dubrava Ivanovci – NK Podravac Bistrinci 6:0 NK Graničar Šljivoševci – NK Croatia Veliškovci 0:1 NK Seljak Koška – NK Drava Nard 0:2 NK Hajduk Marijanci – NK Sveti Đurađ 2:0 | NK Sveti Đurađ – NK Gat 2:1 NK Beničanci – NK Kućanci 1:1 NK Slavonac Ladimirevci – NK Hajdin AG Cret 2:5 NK Mladost Golinci – NK Bratstvo Radikovci 1:0 NK Satnica – NK Dubrava Ivanovci 1:1 NK Podravac Bistrinci – NK Graničar Šljivoševci 0:2 NK Croatia Veliškovci – NK Seljak Koška 3:1 NK Drava Nard – NK Hajduk Marijanci 3:1           |
| NK Croatia Veliškovci – NK Drava Nard 1:3 NK Podravac Bistrinci – NK Seljak Koška 2:2 NK Satnica – NK Graničar Šljivoševci 2:1 NK Mladost Golinci – NK Dubrava Ivanovci 1:4 NK Slavonac Ladimirevci – NK Bratstvo Radikovci 5:0 NK Beničanci – NK Hajdin AG Cret 2:2 NK Sveti Đurađ – NK Kućanci 1:1 NK Hajduk Marijanci – NK Gat 3:1 | NK Kućanci – NK Gat 1:4 NK Hajdin AG Cret – NK Sveti Đurađ 3:0 NK Bratstvo Radikovci – NK Beničanci 5:1 NK Dubrava Ivanovci – NK Slavonac Ladimirevci 1:1 NK Graničar Šljivoševci – NK Mladost Golinci 3:1 NK Seljak Koška – NK Satnica 1:1 NK Drava Nard – NK Podravac Bistrinci 7:0 NK Croatia Veliškovci – NK Hajduk Marijanci 1:5 | NK Gat – NK Hajdin AG Cret 0:0 NK Sveti Đurađ – NK Bratstvo Radikovci 0:0 NK Beničanci – NK Dubrava Ivanovci 1:0 NK Slavonac Ladimirevci – NK Graničar Šljivoševci 2:1 NK Mladost Golinci – NK Seljak Koška 1:2 NK Satnica – NK Drava Nard 2:1 NK Podravac Bistrinci – NK Croatia Veliškovci 2:2 NK Hajduk Marijanci – NK Kućanci 2:0           |
| NK Bratstvo Radikovci – NK Gat 0:1 NK Hajdin AG Cret – NK Kućanci 5:1 NK Dubrava Ivanovci – NK Sveti Đurađ 2:0 NK Graničar Šljivoševci – NK Beničanci 3:0 NK Seljak Koška – NK Slavonac Ladimirevci 1:4 NK Drava Nard – NK Mladost Golinci 3:1 NK Croatia Veliškovci – NK Satnica 1:1 NK Podravac Bistrinci – NK Hajduk Marijanci 2:1 | NK Gat – NK Dubrava Ivanovci 0:0 NK Kućanci – NK Bratstvo Radikovci 2:2 NK Sveti Đurađ – NK Graničar Šljivoševci 1:2 NK Beničanci – NK Seljak Koška 3:2 NK Slavonac Ladimirevci – NK Drava Nard 1:1 NK Mladost Golinci – NK Croatia Veliškovci 3:0 NK Satnica – NK Podravac Bistrinci 5:0 NK Hajduk Marijanci – NK Hajdin AG Cret 1:1 | NK Graničar Šljivoševci – NK Gat 2:0 NK Dubrava Ivanovci – NK Kućanci 5:0 NK Bratstvo Radikovci – NK Hajdin AG Cret 3:0 NK Seljak Koška – NK Sveti Đurađ 1:2 NK Drava Nard – NK Beničanci 0:1 NK Croatia Veliškovci – NK Slavonac Ladimirevci 1:1 NK Podravac Bistrinci – NK Mladost Golinci 4:2 NK Satnica – NK Hajduk Marijanci 4:1           |
| NK Gat – NK Seljak Koška 1:2 NK Kućanci – NK Graničar Šljivoševci 2:1 NK Hajdin AG Cret – NK Dubrava Ivanovci 3:0 NK Sveti Đurađ – NK Drava Nard 2:0 NK Beničanci – NK Croatia Veliškovci 2:1 NK Slavonac Ladimirevci – NK Podravac Bistrinci 3:0 NK Mladost Golinci – NK Satnica 0:2 NK Hajduk Marijanci – NK Bratstvo Radikovci 3:1 | NK Drava Nard – NK Gat 3:2 NK Seljak Koška – NK Kućanci 3:2 NK Graničar Šljivoševci – NK Hajdin AG Cret 3:0 NK Dubrava Ivanovci – NK Bratstvo Radikovci 2:0 NK Croatia Veliškovci – NK Sveti Đurađ 2:2 NK Podravac Bistrinci – NK Beničanci 2:2 NK Satnica – NK Slavonac Ladimirevci 5:3 NK Mladost Golinci – NK Hajduk Marijanci 0:8 | NK Gat – NK Croatia Veliškovci 0:3 NK Kućanci – NK Drava Nard 2:1 NK Hajdin AG Cret – NK Seljak Koška 0:1 NK Bratstvo Radikovci – NK Graničar Šljivoševci 0:3 (awarded) NK Sveti Đurađ – NK Podravac Bistrinci 1:2 NK Beničanci – NK Satnica 0:5 NK Slavonac Ladimirevci – NK Mladost Golinci 6:2 NK Hajduk Marijanci – NK Dubrava Ivanovci 5:1 |
| NK Podravac Bistrinci – NK Gat 0:3 NK Croatia Veliškovci – NK Kućanci 3:2 NK Drava Nard – NK Hajdin AG Cret 2:6 NK Seljak Koška – NK Bratstvo Radikovci 2:1 NK Graničar Šljivoševci – NK Dubrava Ivanovci 3:1 NK Satnica – NK Sveti Đurađ 2:0 NK Mladost Golinci – NK Beničanci 3:2 NK Slavonac Ladimirevci – NK Hajduk Marijanci 5:3 | NK Gat – NK Satnica 1:1 NK Kućanci – NK Podravac Bistrinci 2:2 NK Hajdin AG Cret – NK Croatia Veliškovci 4:3 NK Bratstvo Radikovci – NK Drava Nard 5:1 NK Dubrava Ivanovci – NK Seljak Koška 0:2 NK Sveti Đurađ – NK Mladost Golinci 1:3 NK Beničanci – NK Slavonac Ladimirevci 0:2 NK Hajduk Marijanci – NK Graničar Šljivoševci 2:0 | NK Mladost Golinci – NK Gat 0:0 NK Satnica – NK Kućanci 6:0 NK Podravac Bistrinci – NK Hajdin AG Cret 0:1 NK Croatia Veliškovci – NK Bratstvo Radikovci 2:2 NK Drava Nard – NK Dubrava Ivanovci 4:4 NK Seljak Koška – NK Graničar Šljivoševci 1:0 NK Slavonac Ladimirevci – NK Sveti Đurađ 3:0 NK Beničanci – NK Hajduk Marijanci 2:0           |
| NK Gat – NK Slavonac Ladimirevci 2:0 NK Kućanci – NK Mladost Golinci 3:1 NK Hajdin AG Cret – NK Satnica 1:3 NK Bratstvo Radikovci – NK Podravac Bistrinci 0:0 NK Dubrava Ivanovci – NK Croatia Veliškovci 0:2 NK Graničar Šljivoševci – NK Drava Nard 3:5 NK Sveti Đurađ – NK Beničanci 1:1 NK Hajduk Marijanci – NK Seljak Koška 3:2 | NK Beničanci – NK Gat 3:3 NK Slavonac Ladimirevci – NK Kućanci 5:0 NK Mladost Golinci – NK Hajdin AG Cret 0:4 NK Satnica – NK Bratstvo Radikovci 6:0 NK Podravac Bistrinci – NK Dubrava Ivanovci 1:4 NK Croatia Veliškovci – NK Graničar Šljivoševci 2:0 NK Drava Nard – NK Seljak Koška 1:6 NK Sveti Đurađ – NK Hajduk Marijanci 0:0 | NK Gat – NK Sveti Đurađ 3:1 NK Kućanci – NK Beničanci 6:1 NK Hajdin AG Cret – NK Slavonac Ladimirevci 1:3 NK Bratstvo Radikovci – NK Mladost Golinci 8:2 NK Dubrava Ivanovci – NK Satnica 1:1 NK Graničar Šljivoševci – NK Podravac Bistrinci 5:0 NK Seljak Koška – NK Croatia Veliškovci 4:1 NK Hajduk Marijanci – NK Drava Nard 3:3           |